# Idku
Idku (arabisch إدكو, DMG Idkū), auch Edku, ist eine Stadt in Unterägypten im Gouvernment al-Buhaira mit ca. 177.000 Einwohnern. Der Ort liegt östlich von Alexandria und westlich von Rosette und grenzt direkt ans Mittelmeer. Idku liegt auf einem sandigen Streifen hinter einer Bucht im nordwestlichen Nildelta. Unmittelbar südlich liegt der Idku-See, eine 150 km² große Lagune, die sich etwa 35 km hinter der Küste und parallel zu ihr erstreckt und eine maximale Breite von 26 km hat.

## Geschichte
Die Geschichte der Stadt Idku in Ägypten ist eng mit der Geschichte des gleichnamigen Sees verbunden, der als einer der nördlichen Seen im Nildelta gilt. Der See ist vermutlich der Rest des alten Kanopischen Arms des Nils, der in der Antike eine wichtige Rolle für den Handel und die Kultur spielte.

## Bevölkerungsentwicklung
| Zensusjahr | Einwohnerzahl |
| ---------- | ------------- |
| 1996       | 087.848       |
| 2006       | 097.168       |
| 2021       | 177.152       |

## Wirtschaft
Bei Idku befindet sich eine Anlage für den Export von Flüssigerdgas (LNG). Daneben spielen auch Tourismus und die Fischerei für die lokale Wirtschaft eine wichtige Rolle.